# Lobbträsket, Norrbotten
Lobbträsket är en sjö i Bodens kommun i Norrbotten och ingår i Alterälvens huvudavrinningsområde. Sjön har en area på 0,106 kvadratkilometer och ligger 128 meter över havet.

## Delavrinningsområde
Lobbträsket ingår i det delavrinningsområde (730336-174922) som SMHI kallar för Utloppet av Lule-Altervattnet. Medelhöjden är 145 meter över havet och ytan är 51,55 kvadratkilometer. Det finns inga avrinningsområden uppströms utan avrinningsområdet är högsta punkten. Alterälven (Snårkölbäcken) som avvattnar avrinningsområdet har biflödesordning 2, vilket innebär att vattnet flödar genom totalt 2 vattendrag innan det når havet efter 50 kilometer. Avrinningsområdet består mestadels av skog (72 procent) och sankmarker (17 procent). Avrinningsområdet har 1,78 kvadratkilometer vattenytor vilket ger det en sjöprocent på 3,5 procent.